# Super Bowl LII
Super Bowl LII a fost meciul de fotbal american care a decis campioana sezonului 2017 al National Football League (NFL). Campioana National Football Conference (NFC) Philadelphia Eagles a învins campioana National Football Conference (AFC) care era și campioana en-titre New England Patriots, cu scorul 41-33, câștigând astfel primul ei Super Bowl și primul ei titlu NFL din 1960 încoace. Jocul s-a desfășurat pe 4 februarie 2018 pe U.S. Bank Stadium în Minneapolis, Minnesota, cel de-al doilea Super Bowl desfășurat în Minneapolis, după ediția din 1992. A fost cel de-al șaselea Super Bowl care s-a desfășurat într-un oraș cu vreme rece.
New England a terminat sezonul regulat AFC cu 13 victorii și 3 înfrângeri, și a ajuns pentru a zecea oară în finala NFL, a treia oară în ultimii patru ani, a opta oară sub conducerea antrenorului principal Bill Belichick și a quarterback-ului Tom Brady. Philadelphia a terminat de asemenea sezonul regulat al NFC cu 13 victorii și 3 înfrângeri, dar a intrat în play-off ca echipa mai slabă după ce quarterback-ul cu care a început sezonul Carson Wentz a suferit un accident spre sfârșitul sezonului regulat și a fost înlocuit cu quarterbackul de rezervă Nick Foles. Totuși, Eagles a ajuns în cea de a treia finală Super Bowl, pierzându-le pe cele anteriore Super Bowl XV (în fața Oakland Raiders) Super Bowl XXXIX (în fața New England Patriots).
În timpul Super Bowl LII s-au stabilit mai multe recorduri, inclusiv cei mai mulți yarzi câștigați într-un joc NFL împreună de către ambele echipe (1.151), cele mai puține aruncări realizate de către ambele echipe într-un Super Bowl (1), și cele mai multe puncte marcate în Super Bowl de către echipa care a pierdut (33). Foles a avut 28 de pase complete din 43 de încercări însumând 373 yarzi și trei touchdown-uri cu o intercepție fiind astfel numit cel mai bun jucător al Super Bowl LII.

## Istoric
Pe 3 octombrie 2013, liga a anunțat următoarele trei finaliste:
- US Bank Stadium din Minneapolis, Minnesota. Minneapolis a găzduit ultima dată Super Bowl în 1992 (Super Bowl XXVI) pe Hubert H. Humphrey Metrodome; Metrodome a fost dărâmat după sezonul 2013, iar pe parcursul anului 2014 și 2015 a fost construit, pe același amplasament, US Stadium Bank.
- Lucas Oil Stadium din Indianapolis, Indiana. Stadionul a găzduit Super Bowl XLVI în 2012.[9]
- Mercedes-Benz Superdome din New Orleans, Louisiana. Superdome a găzduit anterior Super Bowl în șapte ocazii, cel mai recent fiind Super Bowl XLVII în 2013 (New Orleans a găzduit Super Bowl de zece ori în total).[10][11] New Orleans va sărbători tri-centenarul în 2018.[12]

Minneapolis a fost ales ca loc de desfășurare a jocului la întâlnirea proprietarilor din ligă din Atlanta pe data de 20 mai 2014.

## Listă de referințe
1. ↑  „Philadelphia Eagles beat New England Patriots in Super Bowl XLII”. The Cincinnati Enquirer. 4 februarie 2018. Accesat în 4 februarie 2018.
2. ↑  „Super Bowl LII Game Summary” (PDF). National Football League. 4 februarie 2018. Accesat în 4 februarie 2018.
3. ↑  Kirk, Jason (4 februarie 2018). „The Patriots just tied the record for most Super Bowl losses”. SB Nation. Arhivat din originalul de la 5 februarie 2018. Accesat în 5 februarie 2018.
4. ↑  Olson, Rochelle (10 octombrie 2017). „NFL Super Bowl executives swarm Twin Cities to work out most 'complex' event in league history”. Minneapolis Star Tribune. Accesat în 12 noiembrie 2017.
5. ↑  Shook, Nick (5 februarie 2018). „Eagles-Patriots sets multiple Super Bowl records”. NFL.com. National Football League. Arhivat din originalul de la 6 februarie 2018. Accesat în 6 februarie 2018.
6. ↑  „New Orleans, Minneapolis, Indy finalists for Super Bowl LII”. NBC Sports. Arhivat din originalul de la 8 octombrie 2013. Accesat în 8 octombrie 2013.
7. ↑  „Three bid cities tabbed finalists to host Super Bowl LII”. National Football League. 8 octombrie 2013. Arhivat din originalul de la 3 februarie 2014. Accesat în 11 februarie 2014. NFL Media's Albert Breer reported Tuesday that the three bid cities for the game are Indianapolis, Minneapolis, and New Orleans, according to sources involved with the process. NFL Commissioner Roger Goodell confirmed the news during his Tuesday news conference
8. ↑   NFL Commissioner Roger Goodell on future Super Bowls, expanding postseason. National Football League. 8 octombrie 2013. Evenimentul are loc la 1:05. Există o versiune arhivată la 23 februarie 2014. http://www.nfl.com/videos/nfl-videos/0ap2000000259515/Goodell-on-future-Super-Bowls-expanding-postseason. Accesat la 11 februarie 2014.  „We will have three cities competing for Super Bowl LII: New Orleans, Minneapolis and Indianapolis”
9. ↑  „Super Bowl XLVI - New York Giants vs. New England Patriots - February 5th, 2012”. Pro-Football-Reference.com (în engleză). Accesat în 12 noiembrie 2017.
10. ↑  „Super Bowls in New Orleans: All 10 of them!”. NOLA.com (în engleză). Accesat în 12 noiembrie 2017.
11. ↑  „Super Bowl XLVII - San Francisco 49ers vs. Baltimore Ravens - February 3rd, 2013”. Pro-Football-Reference.com (în engleză). Accesat în 12 noiembrie 2017.
12. ↑  „New Orleans Tricentennial - The 300th Anniversary”. NOLA 2018 (în engleză). Arhivat din original la 28 octombrie 2017. Accesat în 12 noiembrie 2017.
13. ↑  Wells, Mike. „Minneapolis awarded Super Bowl in 2018”. ESPN. Arhivat din originalul de la 18 ianuarie 2017.